# Преображенский приказ
Преображенский приказ — государственный орган Русского царства и Российской империи, учреждённый Петром I. Существовал с середины 1680-х годов по 1718 год, когда была преобразована в Тайную канцелярию. Преображенский приказ возник в ходе направленных на централизацию управления административных реформ конца XVII — первой четверти XVIII века. Учреждение сформировалось в конце 1680-х годов, когда у правительства ещё отсутствовал чёткий план преобразований. Приказ стал типичным органом переходного периода, сочетавшим новые и старые черты. Подобно прежним приказам, он был многофункционален, но принципиально отличался всеохватной компетенцией в политическом сыске, распространявшейся на всю территорию государства и подчинявшей ему прочие центральные и местные учреждения. Данное свойство позволяет считать Преображенский приказ первым централизованным органом управления в России. До 1717 года приказ возглавлял Ф. Ю. Ромодановский, а затем его сын И. Ф. Ромодановский.

## Преображенская изба
Точная дата основания приказа неизвестна, поскольку специального указа о его создании либо не издавалось, либо документ не сохранился. Приказ сложился постепенно на основе Преображенской Потешной избы, учреждённой весной 1686 года в селе Преображенском для обслуживания находившейся там резиденции Пётра I и его матери. Первоначально изба выполняла дворцовые функции, но вскоре превратилась в штаб сторонников Петра в борьбе с царевной Софьей. Во главе её стояли близкие к царю лица: князь Ф. Ю. Ромодановский, И. И. Бутурлин-Большой и спальник А. Головин. Изба ведала комплектованием, обучением, снабжением потёшных полков, охраной дворца, а также судом на территории села. После прихода Петра к власти в августе 1689 года и значительного увеличения численности потешных полков Потешную избу реорганизовали. Вместо неё создали две съезжих избы: Преображенскую и Семёновскую. Хотя управление полками формально разделили, общее командование сохранило централизованный характер из-за единства будущей гвардии. Преображенская съезжая изба, возглавляемая Ромодановским и Головиным, получила все функции управления Преображенским полком и общее командование обоими полками. Семёновская изба под началом Бутурлина управляла лишь административно-хозяйственными вопросами Семёновского полка. Позднее Ромодановский и Бутурлин получили звания генералиссимусов, а Головин — генерала.
На новом этапе Преображенская съезжая изба функционировала как военно-административное учреждение, управляя Преображенским полком и выполняя судебно-административные функции. Она рассматривала жалобы и денежные иски как солдат полка, так и посторонних лиц, вынося по ним решения. Преображенцы обращались туда же за разрешением разнообразных вопросов: наделения землёй, утверждения наследства, розыска беглых крепостных, оформления сделок. Изба занималась расселением солдат, отводом земельных участков под строительство, обеспечивала переезд семей крестьян, зачисленных в полк. Одновременно учреждение руководило военной жизнью Преображенского и Семёновского полков: комплектованием, снабжением, финансами, выдачей жалования, организацией регулярного обучения и подбором офицерских кадров. На избу возлагались все организационные работы по подготовке военных игр, манёвров и «потешных походов». Пётр I часто давал избе поручения, не связанные напрямую с управлением полками: строительство яхты, подготовку празднеств, устройство фейерверков, отправку материалов для флота в Переяславль-Залесский и Архангельск. Особенно много заданий поступало в период подготовки Азовского похода. Через избу царь передавал распоряжения Оружейной палате, Пушкарскому двору, Разрядному приказу, что делало её подобием дворцовой канцелярии. Дополнительно изба получила обязанность охранять Новодевичий монастырь, где содержалась царевна Софья. Выполнение важных государственных поручений и близость к царю привели к расширению компетенции избы. В начале 1695 года в её ведение перешли следствие и суд по особо важным делам, а также охрана порядка в Москве. С этим связано переименование избы в приказ. Соответствующее распоряжение, предположительно, было отдано Петром не позже 15 марта 1695 года.

## Приобретение полномочий политического сыска
К лету 1695 года название «Преображенский приказ» окончательно закрепилось за бывшей съезжей избой. Уже в июне того же года современники, подобно И. А. Желябужскому, официально именовали Ф. Ю. Ромодановского судьёй данного приказа. Первоначально судебная деятельность приказа в 1695—1696 годах отличалась отсутствием чёткого регламента. Без ясных указаний свыше в него направлялись из других приказов не столько важные, сколько наиболее запутанные дела, требовавшие длительного разбирательства, а также дела с влиятельными ответчиками из боярских и дворянских фамилий. Как отмечал Желябужский в своих записках, розыски там бывали всякие. К примеру, из Стрелецкого приказа поступило дело разбойника Осипа Старчонка, пойманного на реке Белой. По личному указанию Петра I приказ разбирал жалобу комиссара А. Бутмана на жителей Олонца. Из Разрядного приказа было передано дело козловца Матвея Грашевского, сделавшего донос на родственницу Ф. Шакловитого. Параллельно приказ вёл следствие по побоям, нанесённым стольнику В. Желябужскому, и по жалобе смоленских жителей на местные власти. Также там разбирались мелкие уголовные преступления, обнаруженные караулами в Москве.
Коренное изменение произошло после возвращения Петра I из второго Азовского похода. Резко осложнившаяся политическая обстановка, ожесточённое сопротивление боярства и духовенства, растущее недовольство среди стрельцов потребовали создания специального органа для борьбы с политическими преступлениями. Таким органом стал Преображенский приказ, получивший исключительное право следствия и суда по государственным преступлениям. К началу 1697 года в ведении приказа оказались руководство борьбой с политическими противниками, управление Преображенским и Семёновским полками и охрана порядка в Москве. Данные полномочия поставили приказ выше всех прочих государственных учреждений. Он получил право отдавать распоряжения любым центральным и местным органам власти по вопросам политического сыска, а также арестовывать любое лицо вне зависимости от его социального статуса или должности. Под юрисдикцию приказа попали все слои населения: от бояр и духовенства до крестьян, холопов и иностранцев. Как отмечал современник, глава приказа князь Ф. Ю. Ромодановский мог «всякого взять к розыску, арестовать и розыскивать и по розыску вершить». Ни один другой приказ в истории Российского государства не обладал столь широкими полномочиями. Как отмечает советский историк Н. Б. Голикова, к 1697 году завершился «длительный процесс складывания Преображенского приказа как нового органа государственной власти, ыедавшего борьбой с политическими преступлениями во всероссийском масштабе».

## Структура приказа
Внутренняя структура Преображенского приказа отражала соединение разнородных функций: управления гвардейскими полками, полицейской службы в Москве и преследования государственных преступников. Приказ делился на три части, объединённые руководством генералиссимуса — главного судьи.
Генеральный двор под началом генерала А. Головина сосредоточивал управление Преображенским и Семёновским полками. В его компетенцию входило обучение солдат, организация смотров и манёвров, снабжение, хозяйственные вопросы, выплата жалования, расселение личного состава в слободах, предоставление отпусков и дисциплинарное производство. Генерал разбирал судебные конфликты между военнослужащими и их семьями, а также жалобы извне на преображенцев. Центром делопроизводства была Полковая изба во главе с генеральным писарем. С ноября 1699 по апрель 1702 года Генеральный двор также проводил наборы даточных людей, формировал новые полки, ведал их обмундированием и обучением, принимал денежные взносы вместо поставки рекрутов.
Потешный двор выполнял полицейские функции. Он распределял наряды для караульной службы в Кремле, Китай-городе и Белом городе, куда направлялись солдаты из различных полков. Сюда же доставляли задержанных за нарушение порядка, кражу, грабёж, корчемство или незаконную торговлю. Двор действовал круглосуточно, его штат состоял из пяти подьячих, которые проводили дознание, определяли меру наказания, передавали дела в другие приказы или оставляли для следствия в Преображенском приказе. Они же вели учёт приводов и взимали штрафы. Деятельность Потешного двора контролировалась дьяком главной канцелярии и продолжалась до 1711 года. Доходы от штрафов шли на хозяйственные нужды приказа.
Главная канцелярия служила судебным центром по «секретным делам» — политическим преступлениям. Она также вела «несекретные» дела, поступавшие с Потешного двора или переданные по особому распоряжению царя либо просьбе знатных лиц. Через канцелярию осуществлялась связь со всеми государственными учреждениями, отдавались внутренние распоряжения, управлялись дворцовые сёла, ведались колодники и хозяйство приказа. Руководили её работой два дьяка при штате из 5-8 подьячих.